# Арклёв, Джеки
Джеки Банни Арклёв (швед. Jackie Banny Arklöv или швед. Jackie Banny Arklöf, род. 6 июня 1973 в Либерии) — шведский наёмник либерийского происхождения и неонацист, участвовавший в войне в Хорватии. За военные преступления в Боснии и Герцеговине осуждён судом Сараево на 13 лет тюрьмы. За убийство полицейских в Швеции в 1999 году приговорён к пожизненному лишению свободы.

## Биография

### Ранние годы
Биологическая мать Джеки Арклёва была бедной либерийкой, которая забеременела от некоего 60-летнего секс-туриста из Европы. Отчимом Джеки стал американец по имени Джо, который через год заболел и уехал в США. Затем мать забрала себе двух младших детей — Джеки и его сестру. В возрасте 2 лет Джеки приехал в Норвегию. Долгое время он пытался найти своего отчима Джо и переехать в США, но тот отказался встречать пасынка и общаться с ним.
В возрасте трёх лет Арклёв был усыновлён шведской семьёй из Анкарсунда, находящегося в пятидесяти километрах к северо-западу от Стурумана (Южная Лапландия). Новые приёмные родители Джеки держали сельский магазинчик и жили этажом выше над ним. В детстве Джеки увлёкся историей Второй мировой войны и, несмотря на своё происхождение, неожиданно стал поддерживать идеологию нацизма. В возрасте 17 лет он был зачислен в Норрландский драгунский полк вооружённых сил Швеции в Арвидсъяур и, отслужив там, решил попасть во Французский Иностранный легион и обратился туда с просьбой о зачислении. Однако после разговоров с руководством Легиона Джеки испытал большое разочарование, особенно после слов о том, что солдаты не собираются отправляться на фронты активных боевых действий. В итоге Арклёв отправился добровольцем в Хорватию.

### Служба в Боснии и Герцеговине
19-летний Арклев прибыл в Боснию и Герцеговину в 1992 году и вступил в армию боснийских хорватов, поскольку ему нравилась не только их боеготовность, но и факт того, что Хорватия была союзником Германии во Второй мировой войне (Босния тогда была в составе Хорватии). Арклев, ставший наёмником, служил в Хорватском совете обороны, в специальном подразделении «Людвиг Павлович» по своим убеждениям. Во время войны он совершил ряд военных преступлений: в лагерях военнопленных Габела и Грабовина он пытал боснийских мусульман, в том числе и беременных женщин (о чём он сообщил на суде). В мае 1995 года Арклева схватили боснийские мусульмане в Мостаре и приговорили в сентябре к 13 годам лишения свободы, но после апелляции дело частично было пересмотрено, и в феврале 1996 года срок сократили до 8 лет тюрьмы.
Наличие выживших свидетелей не позволило Арклеву избежать обвинительного приговора, но в 1996 году Красный Крест стал вести переговоры об обмене военнопленных и возможной экстрадиции Арклева в Швецию. Очередное рассмотрение уголовных дел, возбуждённых в июле 1993 года, закончилось освобождением в сентябре 1996 года Арклева, но под подписку о невыезде и надлежащем поведении. В январе 1997 года Ян Даниэльссон, адвокат Арклева, добился присуждения своему подзащитному компенсации в размере 23 тысяч шведских крон от Швеции.

### Убийства в Малександере
28 мая 1999 году в Чисе тремя вооружёнными мужчинами в масках было совершено ограбление «Эстъёта Эншильда Банка». Грабителями оказались Джеки Арклёв, Тони Ульссон и Андреас Аксельссон. В ходе ограбления была похищена сумма в 2,6 млн шведских крон. Кроме того, у Малександера Арклёвом были застрелены двое полицейских, когда те попытались задержать грабителей.
31 мая 1999 года Джеки Арклёв был арестован в коммуне Тюресё к югу от Стокгольма. Его обнаружил патруль и предпринял попытку задержать преступника. В ходе задержания Арклёв получил ранение в лёгкое и скорой был доставлен в больницу. Происшествие произошло на углу улиц Граненгсвеген и Мелланбергсвеген, недалеко от дома 58 на улице Граненгсвеген, где вскоре арестовали и Андреаса Аксельссона. Арестованные были помещены под стражу, а стрелявшего офицера судили по обвинению в нанесении телесных повреждений, но Ханденский районный суд вынес оправдательное решение по этому делу.
2 февраля 2000 года Линчёпингский районный суд приговорил Арклёва к пожизненному заключению за убийство, покушение на убийство и разбой. 7 июня того же года Гётский апелляционный суд отклонил апелляцию. 8 июня 2001 года Арклёв признался в том, что именно он застрелил полицейских, что сняло обвинения с Ульссона и Аксельссона. 29 июня 2001 года генеральный прокурор объявил, что предварительное следствие будет проведено повторно.

### В заключении
Джеки Арклёв до 2008 года отбывал наказание в тюрьме Кумла под номером 00-246, затем был переведён в тюрьму Халл. Арклёв изначально протестовал против перевода и хотел дождаться сдачи экзамена на звание магистра, но ему отказали. За время пребывания в тюрьме Арклев отказался от идеологии нацизма и признал, что поддержка темнокожим нацистской идеологии как минимум является странным явлением.
18 декабря 2006 года окружной суд Стокгольма приговорил Арклева к 8 годам тюрьмы за преступления против военнопленных и гражданских лиц, совершённые в 1993 году во время службы Арклева на Балканах. Арклев стал первым гражданином Швеции, осуждённым за подобное преступление. В апреле 2008 года СМИ сообщили, что Арклев зарегистрировал своё имя в качестве товарного знака в Государственном патентном бюро, чтобы никто не занимался коммерческой деятельностью и не наживался на имени наёмника. Также СМИ узнали, что Арклев занялся живописью, а его картины даже попали на выставку.
В октябре 2010 года пенитенциарная служба в докладе районному суду Эребру сообщила, что в течение двух лет Джеки Арклев может выйти на свободу, так как риск рецидива у него невысок. Однако в декабре 2010 года районный суд Эребру заявил, что приговор не будет пересмотрен по причине серьёзных отягчающих обстоятельств. Решение суда Эребру не отменил и Гётский апелляционный суд. Арклёв обратился повторно в 2014 году с просьбой смягчить его приговор, однако суд Эребру отказал Арклёву повторно. Осуждённый подал апелляцию в Гётский апелляционный суд, утверждая, что его приговор слишком суров, но в декабре ему опять отказали в смягчении приговора.
С февраля 2014 года по май 2016 года Арклёв отбывал наказание в тюрьме в Буросе. В связи с «ненадлежащими отношениями» с неким сотрудником тюрьмы в Буросе, имевшим доступ к сведениям о системе безопасности колонии, Арклёва перевели в тюрьму Сторбода (сотрудник Буросской тюрьмы позже был уволен). Также Джеки снова подал прошение об условно-досрочном освобождении, получив очередной отказ. В 2014 году Арклёв работал в антиэкстремистской организации Exit в стокгольмском районе Фрюсхусет.
В сентябре 2020 года Арклёв в очередной раз подал в суд прошение об условно-досрочном освобождении. Суд Эребрё отказал Джеки, заявив, что риск рецидива со стороны осуждённого крайне высок.